# Afro Candy
 (juillet 2022).
Pour les articles homonymes, voir Okpara (homonymie) et Candy.
Afro Candy, nom de scène de Judith Chichi Okpara (née le 12 juillet 1971 à Umuduruebo, état d'Imo) est une actrice conventionnelle et pornographique, réalisatrice, productrice, auteur-compositeur-interprète et mannequin nigériane.

## Carrière
Adolescente au lycée, elle est attirée par le théâtre mais perd tout intérêt après son entrée à l'université. Elle obtient un Associate degree en gestion administrative et un Bachelor of Science en gestion des affaires. De plus, elle suit une formation d'agent de sécurité.
Découverte par l'agence de mannequins King George Models, elle est encouragée à devenir actrice. Elle commence sa carrière dans le mannequinat et apparaît dans des publicités pour des sociétés telles que Coca-Cola, Nixoderm et Liberia GSM. Elle joue principalement des rôles mineurs pour la télévision. En 2004, elle fait ses débuts majeurs au cinéma dans le rôle de Susan dans le film réalisé par Obi Obinali Dangerous Sisters.
En 2005, elle rejoint son mari Bolton Elumelu Mazagwu aux États-Unis avec qui elle a eu deux enfants. Après 2 ans de vie commune, le couple se sépare. Elle a de petits rôles dans des productions hollywoodiennes.
En tant que chanteuse, elle sort son premier single autoproduit Ikebe Na Money en 2008. Dans le clip et dans le film Destructive Instinct, elle pose nue à côté d'un homme. Dans un pays conservateur comme le Nigeria ; où l'on la suit par Internet, on la considère comme une actrice pornographique. Elle décide alors d'en devenir véritablement une et présente des sextapes qui deviennent sa principale source de revenus. Elle devient une influenceuse érotique.
Le single Somebody Help Me sorti en 2009 est le premier extrait de son premier album studio Ikebe Na Moni. En 2011, elle sort le single Voodoo-Juju Woman.
En plus d'actrice et de chanteuse, elle travaille comme agent de la facturation médicale et du codage.